# Kwartier van Nijmegen

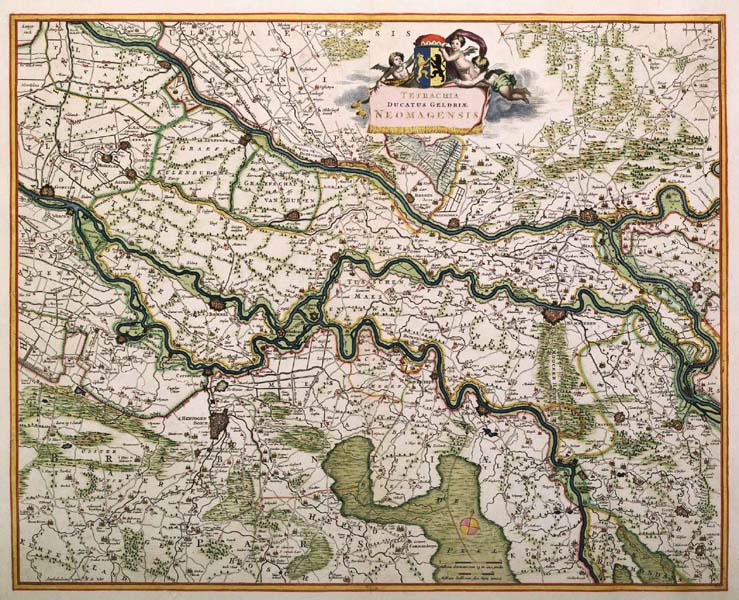
Kwartier van Nijmegen door Frederik de Wit, ca. 1650

Het Kwartier van Nijmegen was het eerste van de vier kwartieren waarin het hertogdom Gelre was verdeeld, naast het graafschap Zutphen, het Overkwartier en het kwartier van Veluwe. Het kwartier van Nijmegen, met als hoofdstad de voormalige rijksstad Nijmegen, omvatte het gebied tussen Maas en Rijn met uitzondering van de graafschappen Buren en Culemborg (tot 1720) en de Kleefse enclave Huissen. 
Het kwartier was verdeeld in Nijmegen, het Rijk van Nijmegen, Land van Maas en Waal, de Bommelerwaard en de Betuwe. De voornaamste steden waren toen Nijmegen, Tiel en Zaltbommel. 
Het kwartier had in Nijmegen vanaf 1655 ook een eigen universiteit, de Kwartierlijke Academie van Nijmegen.